# Bobrawa (obwód kurski)
Bobrawa (ros. Бобрава) – wieś (ros. село, trb. sieło) w zachodniej Rosji, centrum administracyjne sielsowietu bobrawskiego w rejonie biełowskim obwodu kurskiego.

## Geografia
Wieś położona jest w dolnym biegu rzeki Bobrawa (Bobrawka) (dopływ Psioła).
Ulice wsi Bobrawa to (stan na rok 2020):  Worobjewka, Wygon, Dienisowka, Zmiejewka, imieni Gałkina, Kisilewka, Korieniewka, Kotowka, Mołodiożnaja, Rakowka, Turowka, Cariewka, Centralnaja.

## Historia
Siedlisko założyli w XVII wieku imigranci z Białorusi, a jej nazwa pochodzi od rzeki nad którą leży. Nazwa tej z kolei odzwierciedla powszechne występowanie bobrów w tych okolicach w tamtym czasie. W 1862 Bobrawa wchodziła w skład wołostu pieńskiego w ujeździe obojańskim i liczyła sobie 1762 mieszkańców. Po rewolucji październikowej mieszkańcy otrzymali ziemię. W latach 1929–1930 w miejscowości powstały dwa kołchozy: 13 lat paździenika i Gwardzista. W roku 1965 zainstalowano pierwszy wodociąg, a rok później wybudowano dom kultury. W 1988 wybudowano dwukondygnacyjną szkołę średnią. Nowy wodociąg zaczął działać w 2002 roku.

## Demografia
W 2010 r. miejscowość zamieszkiwało 537 osób.

## Zabytki
- Cerkiew Wstawiennictwa Najświętszej Bogurodzicy (1894)[2]